# 康皮礼拜堂

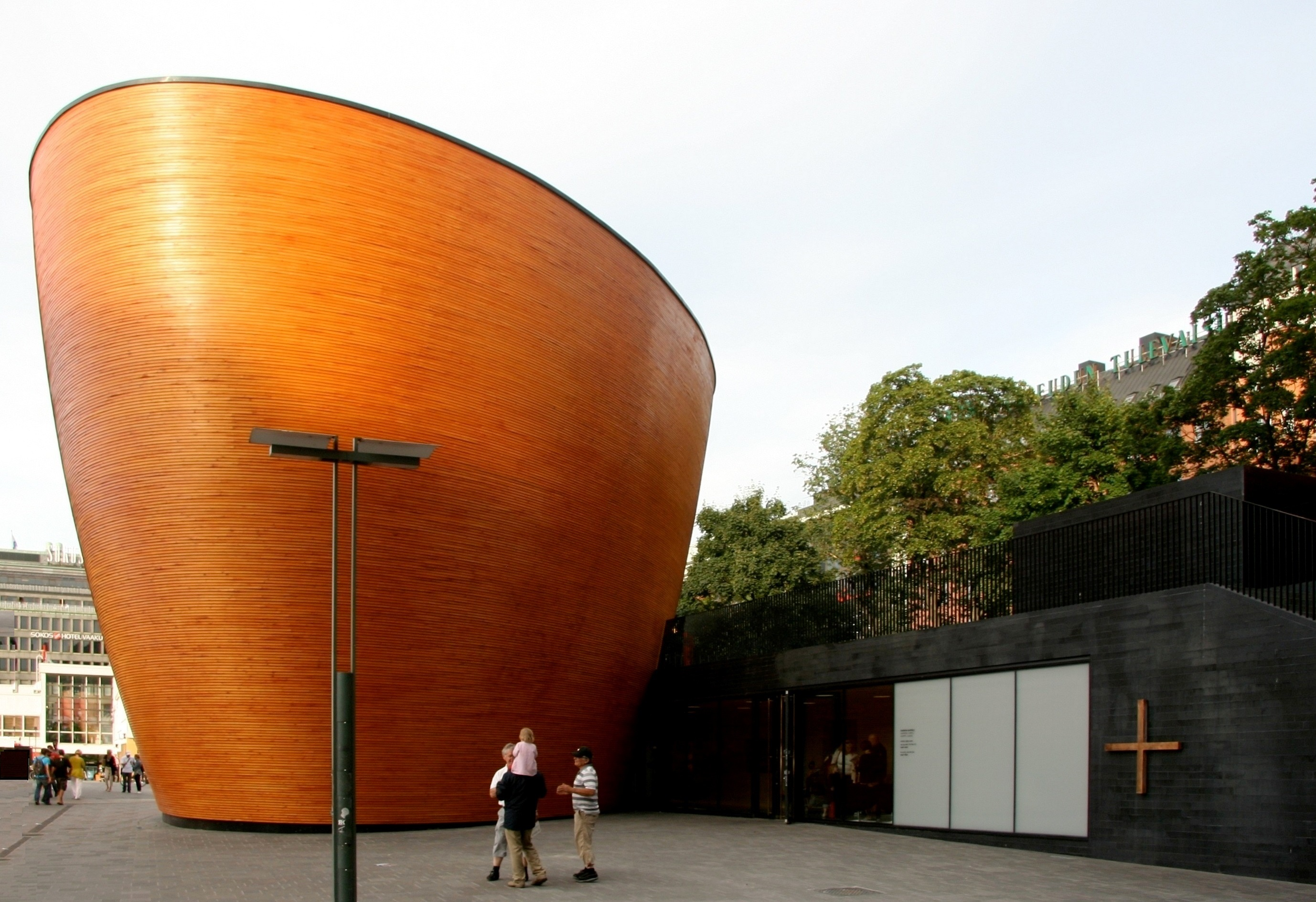
康皮礼拜堂外观

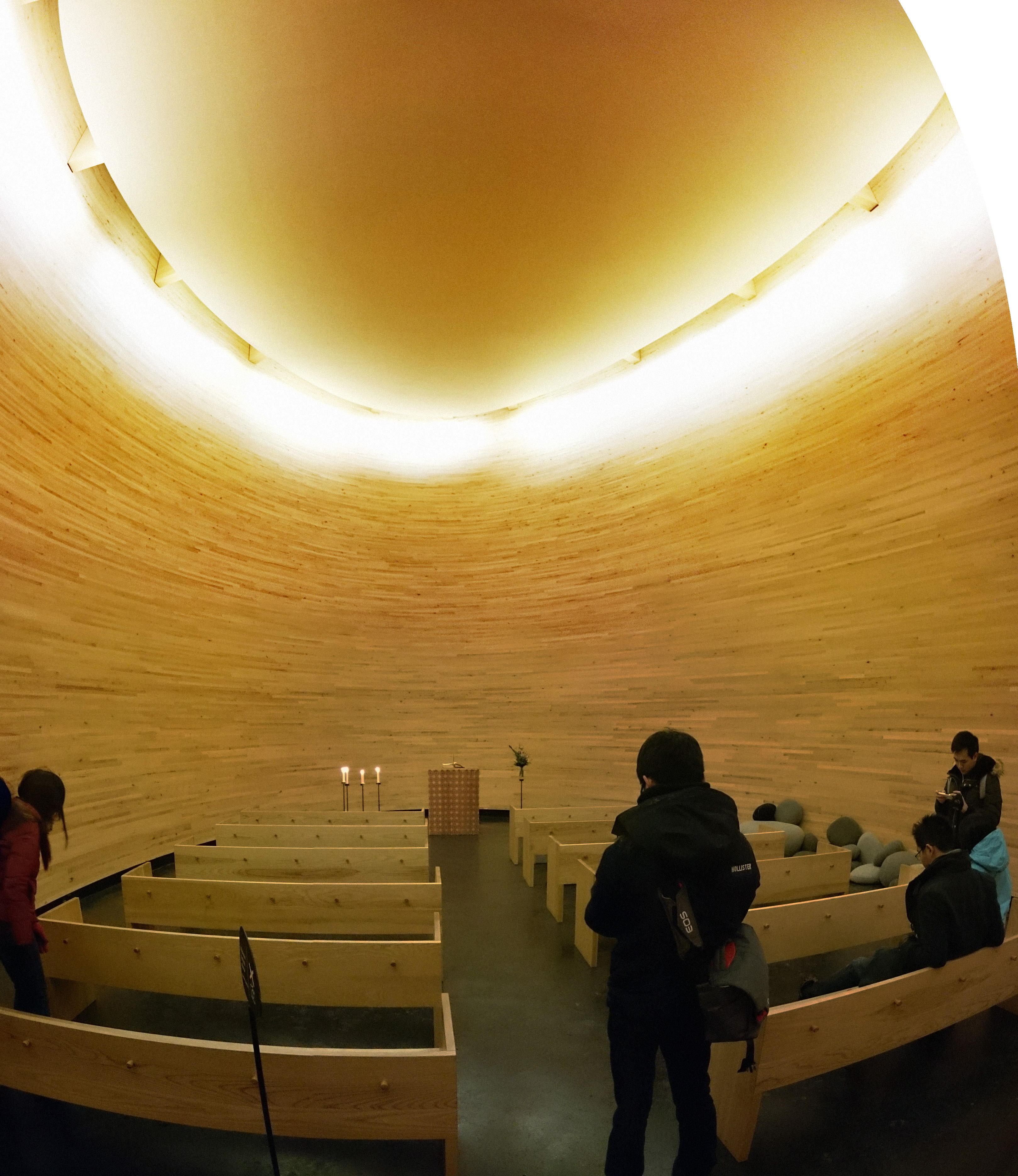
康皮礼拜堂内部

康皮礼拜堂（芬蘭語：Kampin kappeli）是一个位于芬兰赫尔辛基康皮区纳林卡广场边上的礼拜堂，于2012年2月1日揭幕。该礼拜堂是2012年赫尔辛基世界设计之都的项目之一。
康皮礼拜堂并不举办教会仪式，而只用于静默礼拜。礼拜堂里有教会及社会福利局的工作人员。
该礼拜堂在2010年获得国际建筑奖。